# Salpis brevis
Salpis brevis är en fjärilsart som beskrevs av Frederick H. Rindge 1971. Salpis brevis ingår i släktet Salpis och familjen mätare. Inga underarter finns listade.